# Betty's Kitchen Interpretative Trail
 (octobre 2019).
Pour les articles homonymes, voir Betty.

Le Betty's Kitchen Interpretative Trail est un sentier d'interprétation américain dans le comté de Yuma, en Arizona. Long de 0,5 mille, il est classé National Recreation Trail depuis 1992.